# Kankainen (sjö i Rautjärvi, Södra Karelen)
Kankainen är en sjö i kommunerna Rautjärvi och Ruokolax i landskapet Södra Karelen i Finland. Sjön ligger 96,9 meter över havet. Arean är 47 hektar och strandlinjen är 5,72 kilometer lång. Sjön  ingår i Vuoksens huvudavrinningsområde.   Den ligger omkring 62 km nordöst om Villmanstrand och omkring 260 km nordöst om Helsingfors. 